# Carlo Ceruti
Carlo Ceruti (Sestola, 19 settembre 1925 – 2 marzo 1997) è stato un politico e sindacalista italiano.

## Biografia
Venne eletto alla Camera dei deputati nella IV e V legislatura con la Democrazia Cristiana.